# Grotwerk (huisvlijt)
Grotwerk was een vorm van huisvlijt.
In een verslag van een anonieme laat-19e-eeuwse schrijver over plaatselijke bezoeken die hij in den lande aflegde en beschreef vermeldt deze het begrip in zijn reisverslag. Zo legde hij een bezoek af aan Scheveningen waar hij constateerde dat haar dorpsbewoners sierdoosjes en dergelijke beplakten met kleurrijke grotere en kleinere schelpjes die zij eerder op het strand hadden verzameld. Deze vorm van huisvlijt werd aangeduid als grotwerk, geïnspireerd door de schelpengrotten van de tuinarchitectuur. Plaatselijke winkeliers van snuisterijen verkochten zulk grotwerk aan toeristen die de badplaats bezochten.